# Aubert Frère

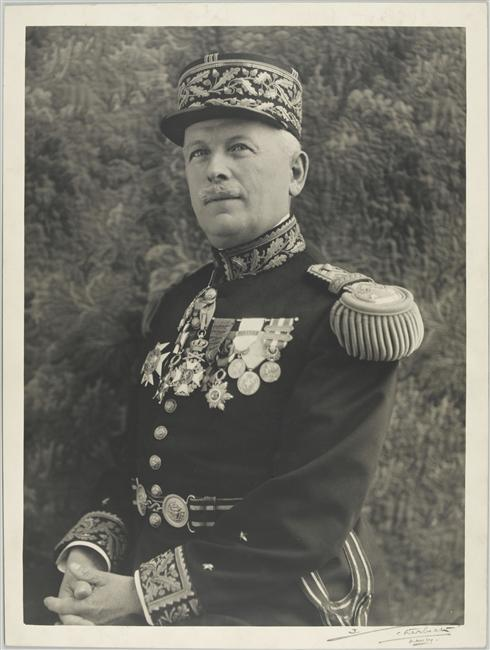
General Aubert Frère (1935)

Aubert-Achille-Jules Frère (* 21. August 1881 in Grévillers, Département Pas-de-Calais; † 14. Juni 1944 im KZ Natzweiler-Struthof) war ein französischer Offizier und zuletzt General (Général d’armée) des Heeres (Armée de terre), der im Zweiten Weltkrieg unter anderem 1940 Oberbefehlshaber der 7. Armee (7e armée) war. 1943 war er Oberbefehlshaber der Militärischen Widerstandsbewegung ORA (Organisation de résistance de l’armée) und starb nach seiner Gefangennahme durch die deutsche Wehrmacht im KZ Natzweiler-Struthof. Ihm wurde posthum die Médaille de la Résistance verliehen.

## Leben

### Ausbildung und Verwendungen als Offizier, Erster Weltkrieg und Zwischenkriegszeit

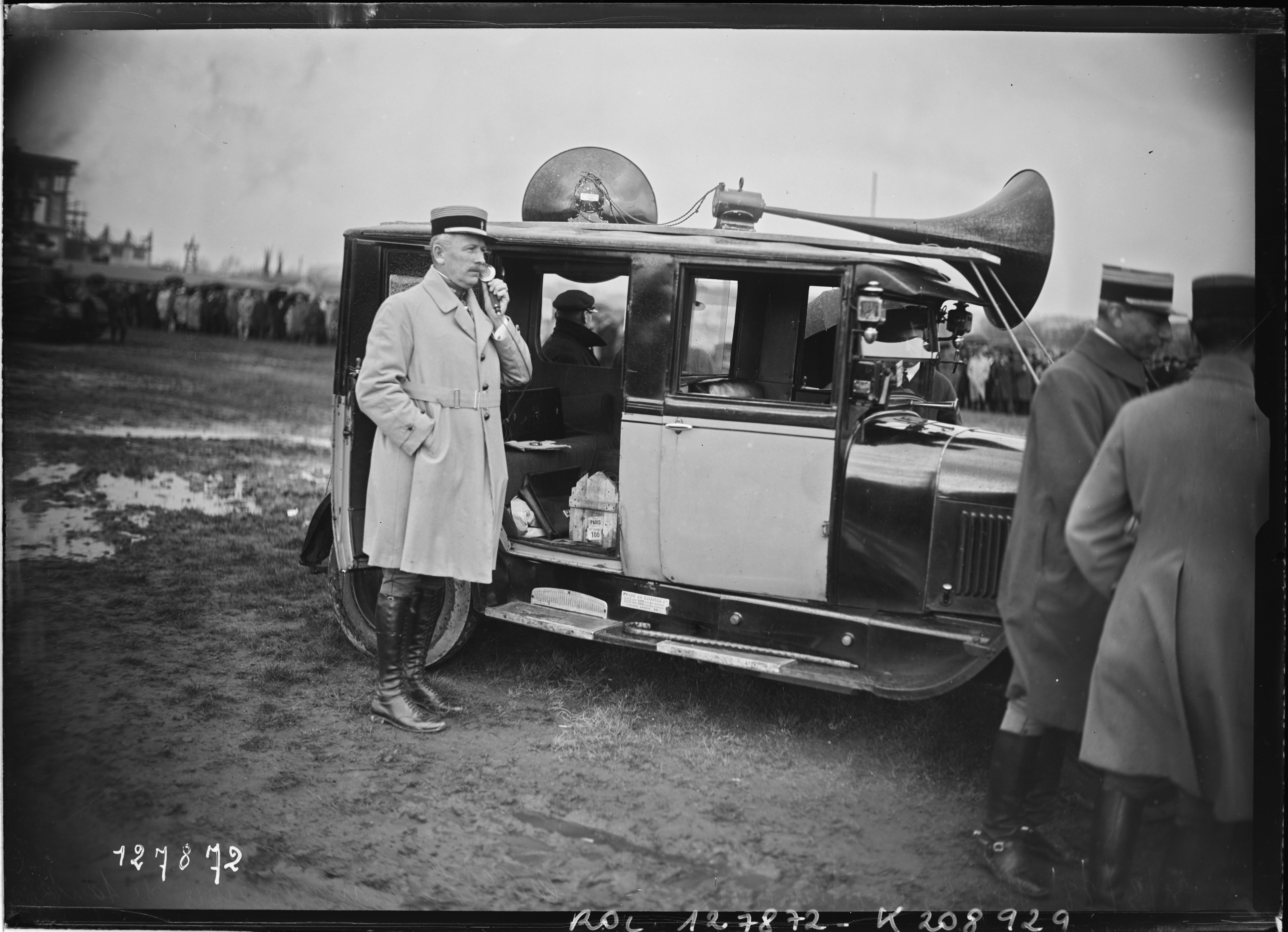
Colonel Frère als Kommandant der Panzerschule (École des Chars), (1928).

Aubert-Achille-Jules Frère absolvierte zwischen 1900 und 1902 als Angehöriger des Studienjahrgangs N°85 du Tchad eine Offiziersausbildung an der Militärschule Saint-Cyr (École Spéciale Militaire de Saint-Cyr). Nach deren Abschluss fand er zahlreiche Verwendungen als Offizier und wurde als Lieutenant im 2. Régiment de Tirailleurs algériens, dem algerischen Schützenregiment der sogenannten „Turkos“, am 11. Juli 1908 Ritter der Ehrenlegion. Während des Ersten Weltkrieges war er unter anderem Kommandeur eines Bataillons des 1. Infanterieregiments und wurde für seine Verdienste am 7. Oktober 1916 auch Offizier der Ehrenlegion. Im weiteren Kriegsverlauf war er als Major (Chef de bataillon) Kommandeur des 6. Gebirgsjägerbataillons (6e bataillon de chasseurs alpins) und wurde für seine militärischen Verdienste am 22. November 1918 Kommandeur der Ehrenlegion.

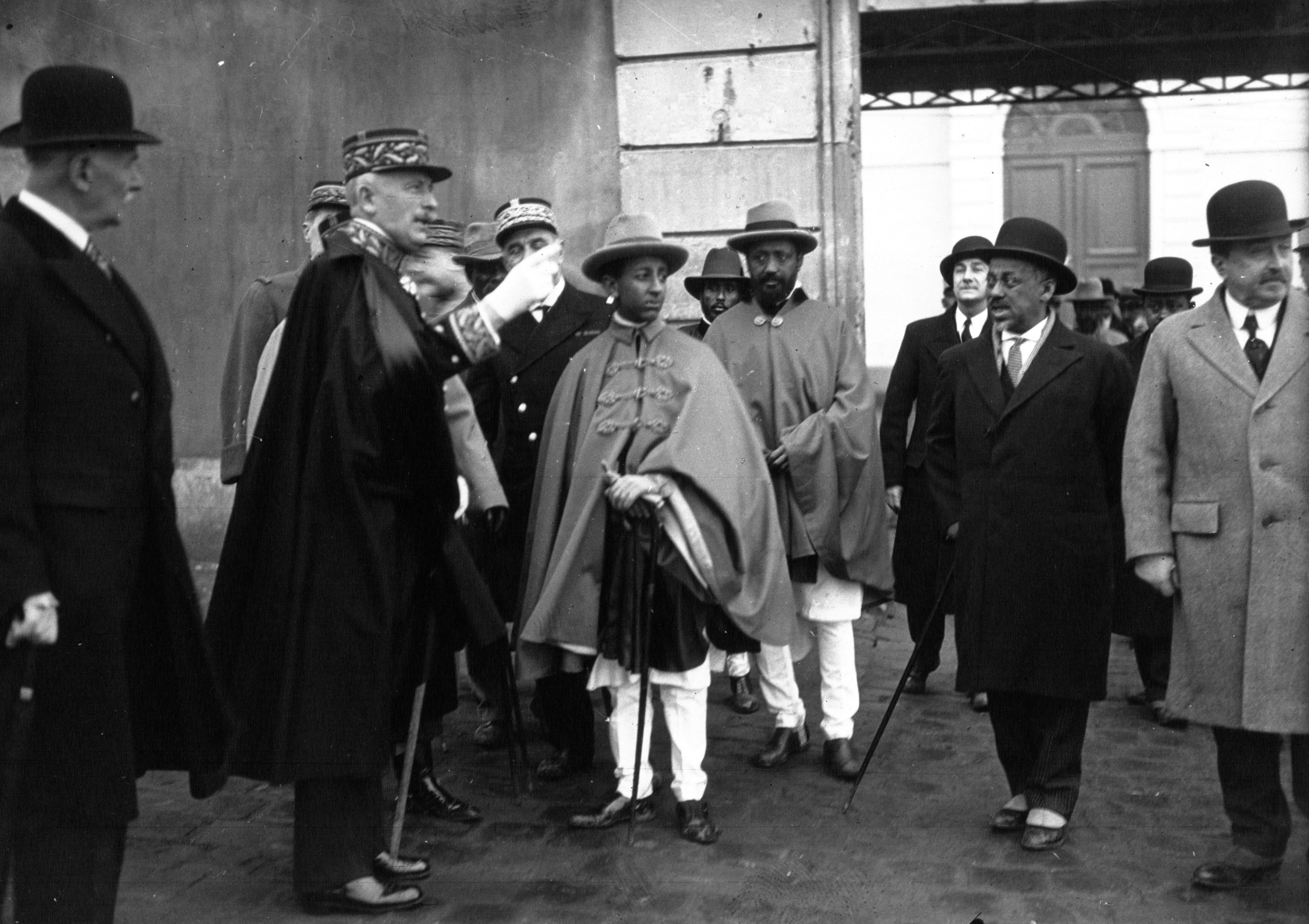
Brigadegeneral Frère als Kommandant der Militärschule Saint-Cyr bei einem Besuch von Amha Selassie I., dem Kronprinz von Äthiopien (1932).

Nach Ende des Ersten Weltkrieges war Frère als Lieutenant-colonel zwischen 1919 und 1921 Kommandeur des 1. Infanterieregiments (1er régiment d’infanterie) und nach weiteren Verwendungen in der Zwischenkriegszeit von 1927 bis 1931 Kommandant der Panzerschule (École des Chars). Nachdem er am 13. Mai 1931 zum Général de brigade befördert worden war, übernahm er am 19. August 1931 als Nachfolger von Brigadegeneral Henri Herscher den Posten als Kommandant der Militärschule Saint-Cyr und hatte diesen bis zum 9. April 1935 inne, woraufhin Brigadegeneral Julien Martin ihn ablöste. In dieser Verwendung erfolgte am 11. September 1934 seine Beförderung zum Général de division. Er war zwischen dem 9. April 1935 und seiner Ablösung durch Generalmajor Henri Aymes am 16. Juli 1937 Kommandeur der 11. Infanteriedivision (11e division d’infanterie). Für seine Verdienste wurde er am 20. Dezember 1935 auch zum Großoffizier der Ehrenlegion ernannt.
Nach seiner Beförderung zum Général de corps d’armée am 16. Juli 1937 war Aubert Frère zwischen dem 16. Juli 1937 und dem 10. März 1939 Kommandeur der 3. Militärregion (3e Région militaire) in Rouen sowie im Anschluss vom 10. März bis zum 2. September 1939 Kommandeur der 10. Militärregion in Rennes. Daneben wurde er am 10. März 1939 Nachfolger von Generalleutnant Pierre Héring als Militärgouverneur von Straßburg und verblieb in dieser Funktion bis zum 2. September 1939.

### Zweiter Weltkrieg und Widerstandsbewegung

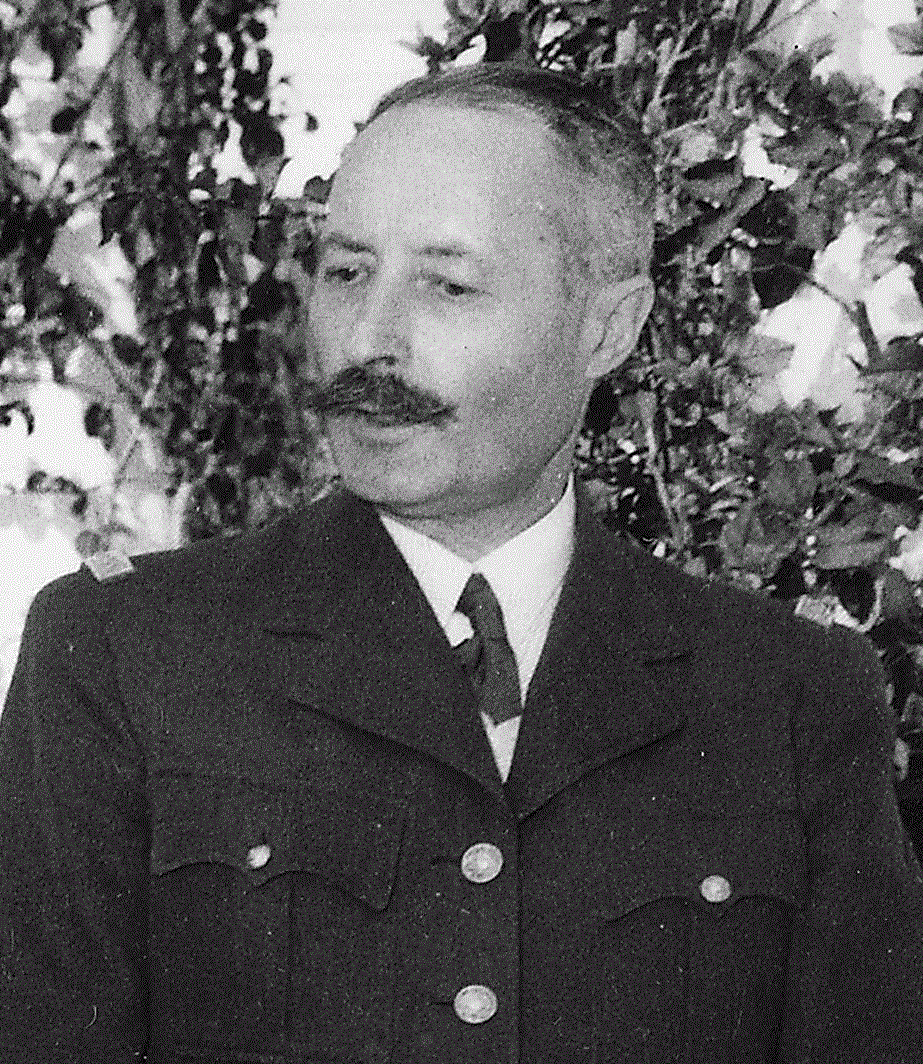
Als Nachfolger von General Henri Giraud wurde Frère 1940 Oberbefehlshaber der 7. Armee (7e armée).

Nach Beginn des Zweiten Weltkrieges war Generalleutnant Aubert Frère zwischen dem 2. September 1939 und seiner Ablösung durch Generalleutnant Alphonse Desmazes 17. Mai 1940 zunächst Kommandierender General des VIII. Korps (8e corps d’armée). Im Anschluss löste er am 17. Mai 1940 General Henri Giraud als Oberbefehlshaber der 7. Armee (7e armée) ab und hatte dieses Kommando bis zum 1. Juli 1940 inne.

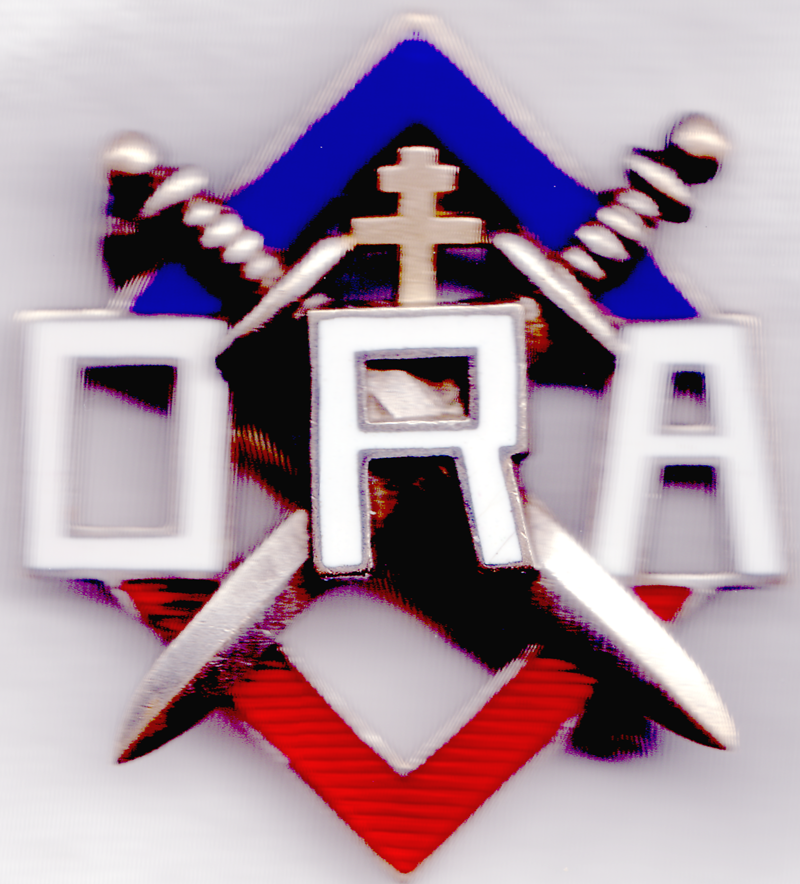
General Frère war 1943 Oberbefehlshaber der Militärischen Widerstandsbewegung ORA (Organisation de résistance de l’armée).

Er war danach zwischen dem 1. Juli und dem 17. August 1940 Kommandeur der 12. Militärregion in Limoges sowie vom 17. August bis zum 10. November 1940 Kommandeur der 14. Militärregion in Lyon. Er wurde zugleich am 17. August 1940 Militärgouverneur von Lyon und hatte diese Funktion bis zum 13. Juli 1941 inne, woraufhin Generalleutnant Pierre Robert de Saint-Vincent abgelöst. Im Anschluss war er zwischen dem 10. November 1940 und dem 13. Juli 1941 Kommandeur der 14. Militärdivision.
Am 13. Juli 1941 wurde Frère zum General (Général d’armée) befördert und war daraufhin vom 13. Juli 1941 bis zum 1. September 1942 in Personalunion Mitglied des Obersten Kriegsrates (Conseil supérieur de la guerre) sowie Kommandierender General der 2. Gruppe der Militärdivisionen. Am 1. September 1942 trat er in den Ruhestand, wurde jedoch noch am selben Tag zurückberufen und fungierte zwischen dem 1. September 1942 und dem 15. Januar 1943 als Präsident der Kommission zur Untersuchung von Kriegsereignissen. Er trat am 15. Januar 1943 erneut in den Ruhestand und übernahm knapp zwei Wochen später am 31. Januar 1943 den Posten als Oberbefehlshaber der Militärischen Widerstandsbewegung ORA (Organisation de résistance de l’armée). Als solcher wurde er am 13. Juni 1943 durch die deutsche Wehrmacht gefangen genommen und starb nach seiner Gefangennahme am 14. Juni 1944 im KZ Natzweiler-Struthof.
Ihm wurde posthum die Médaille de la Résistance verliehen. Darüber hinaus wurde der Studienjahrgang N°135 1948–1950 Général Aubert Frère der Militärschule Saint-Cyr nach ihm benannt.

## Hintergrundliteratur
- Maxime Weygand: Le Général Frère. Un chef, un héros, un martyr, Flammarion, Paris 1949
- Raymond Cartier: Der Zweite Weltkrieg. Band I (1939/1941), R. Piper & Co. Verlag, München 1967